# Aleisha Allen
Aleisha LaNaé Allen (Nova Iorque, 28 de abril de 1991) é uma atriz estadunidense. Também faz peças de teatro.
Desde os quatro anos, é modelagem para imprimir na televisão. Aos seis anos, ela apareceu no seriado infantil "As Pistas de Blue". Mais tarde, aos onze ela atuou no filme "School of Rock" com o ator Jack Black e aos catorze atuou com Ice Cube no filme de comédia "Are We There Yet?".

## Filmografia
- Elmo's Magic Cookbook
- School of Rock
- Are We There Yet? (filme)
- Are We Done Yet?
- Like That!
- want to destroy me
- Blue's Big Musical Movie

### Televisão
- As Pistas de Blue (1996)
- Out of the Box (1998)

## Prêmios e indicações
| Ano  | Trabalho       | Prêmio           | Categoria           | Resultado |
| ---- | -------------- | ---------------- | ------------------- | --------- |
| 2003 | School of Rock | MTV Movie Awards | Best On Screen Team | Indicado  |